# غواصة يو بي-17
يو بي-17 غواصة ألمانية من فئة يو بي1 خدمت في البحرية الإمبراطورية الألمانية خلال الحرب العالمية الأولى. اختفت الغواصة خلال دورية في مارس 1918.